# إيوبارد ثون
إيوبارد ثون ويعرف أيضا بـ "البرق المعاكس" هو شخصية شرير خيالية يظهر في القصص المصورة التي تنشرها دي سي كومكس. من صنع كل من الكاتب جون بروم والفنان كارمين إنفانتينو. ظهر للمرة الأولى في سبتمبر 1963. هو العدو الرئيسي لباري ألين (ثاني بطل خارق يلقب بـ "البرق"). وضعه موقع آي جي إن في المركز 31 ضمن قائمة أعظم الأشرار في القصص المصورة على الإطلاق. ظهرت الشخصية في مسلسل البرق على شبكة سي دبليو التلفزيونية.